# Aranthangi
Aranthangi (en tamil: அறந்தாங்கி ) es una localidad de la India en el distrito de Pudukkottai, estado de Tamil Nadu.

## Geografía
Se encuentra a una altitud de 51 m.s.m. a 354 km de la capital estatal, Chennai, en la zona horaria UTC +5:30.

## Demografía
Según estimación 2010 contaba con una población de 36 881 habitantes.